# Circonscription de Shinile
La circonscription de Shinile est une des 23 circonscriptions législatives de l'État fédéré Somali, elle se situe dans la Zone Shinile. Son représentant actuel est Mohammed Derir Geden.